# Jacques Barbireau
Jacques, Jacob ou Jacobus Barbireau, également Barbirianus, né en 1455 à Anvers et mort le 7 août 1491, est un polyphoniste franco-flamand.
Ses contemporains le considéraient comme un excellent compositeur. Encore de nos jours, les musicologues appuient cette appréciation, même si peu d’œuvres de ce compositeur sont conservées, ce qui est dû aussi à sa mort prématurée.

## Biographie

### Origines et formation
Jusque dans les années 1960, Barbireau fut confondu avec Barbingant, un compositeur plus âgé ; les sources de l’époque utilisent souvent une orthographe différente ou elles ne mentionnent pas les noms des compositeurs, ce qui prête à toutes sortes de confusion.
Barbireau naquit sans doute à Anvers. Ses parents étaient résidents de cette ville et issus d’une famille riche. Les grands-parents de Barbireau étaient Aernout Barbireau et Johanne, son père était Johannes Barbireau (né en 1425-1426 et mort après 1487), le mari de Johanna van Saintpol, qui mourut en 1487. Il reçut apparemment une solide formation musicale et académique, et les premiers documents conservés relatifs à sa personne, indiquent qu’il fut un étudiant curieux et influent et qu’il termina ses études vers 1482.

### Barbireau et Agricola
Trois lettres issues de leur correspondance révèlent les contacts existant entre Barbireau et le célèbre philosophe et musicien Rudolph Agricola, organiste à la cour d'Hercule Ier d'Este à Ferrare en 1475, qui arriva à Anvers dans la seconde moitié de 1481. « Un certain nombre de chanoines et de nombreux jeunes » l’auraient prié de donner des conférences annuelles rémunérées à cent couronnes. Agricola étant prêt à accepter cette offre à condition de se faire acquitter par la ville, Barbireau fut chargé de négocier à ce sujet avec les représentants de cette dernière. Par sa lettre à Agricola, datée du 27 mars 1482 et envoyée de Groningue, Barbireau lui rappela le contrat relatif aux conférences. Les circonstances de la guerre ralentissaient les négociations et eurent comme conséquence que ce ne fut que le 25 octobre 1482 qu’Agricola reçut la lettre de Barbireau par laquelle celui-ci lui transmit l'approbation de la ville. Entre-temps, Agricola avait décidé d’accepter une autre invitation, celle de l'Université de Heidelberg. Il en informa Barbireau par sa lettre datée du 1er novembre 1482, envoyée de Cologne. Comme Barbireau ne se trouvait pas dans la possibilité d’entamer des études auprès d’Agricola à Heidelberg, ce dernier écrivit le traité De formando studio (1484), genre de manuel qu’il offrit à Barbireau pour ces études. Une des lettres conservées écrites par Agricola à Barbireau donne des renseignements utiles sur la vie du dernier. De ce que l’on peut conclure à partir de la lecture des lettres, Barbireau aurait déjà été actif en tant que compositeur vers 1484 et sa réputation n’aurait pas encore dépassé l’enceinte de sa ville natale.

### Barbireau et Anvers
Dès le début de l’année 1480, Barbireau se fit apprécier comme musicien et compositeur. Il se peut qu’il ait déjà été attaché à l’église Notre-Dame d’Anvers depuis son enfance. Déjà au moins depuis 1482, l’église était au centre de sa vie. C’est aussi, sans doute, la raison pour laquelle il lui était impossible d’étudier auprès d’Agricola. En 1484, succédant à Antoine de Vigne, il devint maître de chapelle de la future cathédrale, poste qu'il occupa jusqu'à sa mort. Quoique Barbireau n’ait été inscrit dans les livres de comptes de l’église comme maître de chant ou magister choralum que depuis 1487, il occupait ce poste sans doute déjà depuis 1484-1485, période où, à titre de magister, il avait versé une contribution à la capellanía Notre-Dame du Nieuwwerk, une fondation créée pour les maîtres de chant. À cette époque, le chœur dirigé par Barbireau se composait de huit coraux et douze chanteurs. Plusieurs corps de métiers anversois partageaient la responsabilité pour le programme musical du service divin. Chaque matin, à sept heures, une messe était chantée, et chaque soir, les laudes étaient chantées. Le rôle du maître de chant était, entre autres, de veiller sur le bien-être des enfants de chœur, de les instruire dans la musique et les usages de l'église et de les enseigner la morale et la décence. Il devait les accompagner de l’église au logement, où ils habitaient avec leur maître de chant, et faire le même parcours en sens inverse. Aussi devait-il veiller sur l’intonation des psaumes et des répons lors du service divin.
Indépendamment de ses tâches à l’église principale d’Anvers, Barbireau aurait été en contact étroit avec la cour de Maximilien, futur empereur du Saint-Empire romain germanique, qui semble avoir tenu le compositeur en haute estime. Vers 1486, le roi des Romains chargea Barbireau de l'éducation du fils de l'un de ses écuyers. En janvier 1488, Maximilien récompensa le compositeur pour avoir pris soin de Guillaume de Ternay et pour l’avoir abrité pendant deux ans.

### Bois-le-Doc, Buda et décès à Anvers
En 1489, Barbireau séjourna à Bois-le-Duc.
Peut-être, cette visite est à mettre en rapport avec le long voyage qui le conduisit à Buda, où il arriva vers la fin de 1489 ou début 1490, avec dans sa poche une lettre de recommandation de Maximilien Ier, rédigée en janvier de cette année. Il y fut présenté à la reine Béatrice d'Aragon (1457-1508). En Hongrie, il jouissait de l'appréciation de la reine, qui fit son éloge, parlant de lui comme du musicus prestantissimus et familiaris de Maximilien.
En 1490-1491, Barbireau revint à Anvers. Il semble que son état de santé ait été faible dans les neuf dernières années de sa vie et qu’il n’avait de toute façon pas une longue espérance de vie : les premiers documents conservés relatifs au compositeur mentionnent des dispositions financières pour que des lectures et des prières se fassent quotidiennement à sa tombe. Cet arrangement fut conclu à un jeune âge, 27 ans, ce qui était inhabituel, même selon les standards de la fin du XVe siècle. Le 7 août 1491, peu après son retour de Hongrie, Barbireau mourut à Anvers. Dans son testament, il avait désigné comme héritières la femme qu’il avait épousée après 1487 ainsi que la fille qu'il avait eu d’elle, Jacomyne Barbireau (née après 1487, décédée après 1525).
La mort du compositeur inspira l'humaniste Judocus Beyssel d'écrire trois épitaphes, où Barbireau est décrit comme modulator notabilissimus et où l’auteur se plaint de sa mort prématurée.

## Œuvre

### Remarques générales
La bibliothèque de la (future) cathédrale d'Anvers fut détruite en 1556 à la suite de difficultés, trouvant leur origine dans la Réforme protestante et causant la perte de la plupart des travaux de Barbireau. Certaines compositions ont cependant été conservées, souvent dans des sources étrangères, y compris le Codex Chigi. Les œuvres conservées font, sans contredit, preuve d’une qualité extrêmement élevée. En 2001, Rob Wegman affirma dans le New Grove que Barbireau présente un degré de raffinement du contrepoint et une inventivité harmonique et mélodique qui le rendent l’égal de compositeurs tels que Isaac et Obrecht. Son style est étroitement lié à celui d’Isaac, un polyphoniste franco-flamand qui passa la plus grande partie de sa carrière de compositeur dans des pays germanophones.
Deux messes à quatre et cinq voix nous sont parvenues. En outre, un Kyrie de Pâques et le célèbre motet à quatre voix, basé sur le Cantique de Salomon, Osculetur me. La messe à cinq voix est composée de façon inhabituelle : les voix ont des parties divisi qui indiquent qu’au moins dix voix sont nécessaires pour les chanter. La texture de cette composition est très contrastée, avec une polyphonie alternée de passages homophones, et des parties qui s’avancent plutôt rapidement pour s’entrelacer avec les parties qui s’avancent plutôt lentement. Dans le motet Osculetur, Barbireau utilise des tessitures de voix basse qui ne sont pas sans rappeler Ockeghem.
Parmi les œuvres profanes, dont les deux tiers sur des paroles néerlandaises Een vroylic wesen (Une personne charmante), une chanson à trois voix, devint un tube. On la retrouve dans différents arrangements ou harmonisations en Espagne, en Italie et en Angleterre ; Heinrich Isaac a emprunté la mélodie pour sa messe Frölich wesen. Isaac et Obrecht ont d’ailleurs utilisé les trois chansons profanes de Barbireau comme base de messes.

### Liste d’œuvres

#### Messes et partie de messe

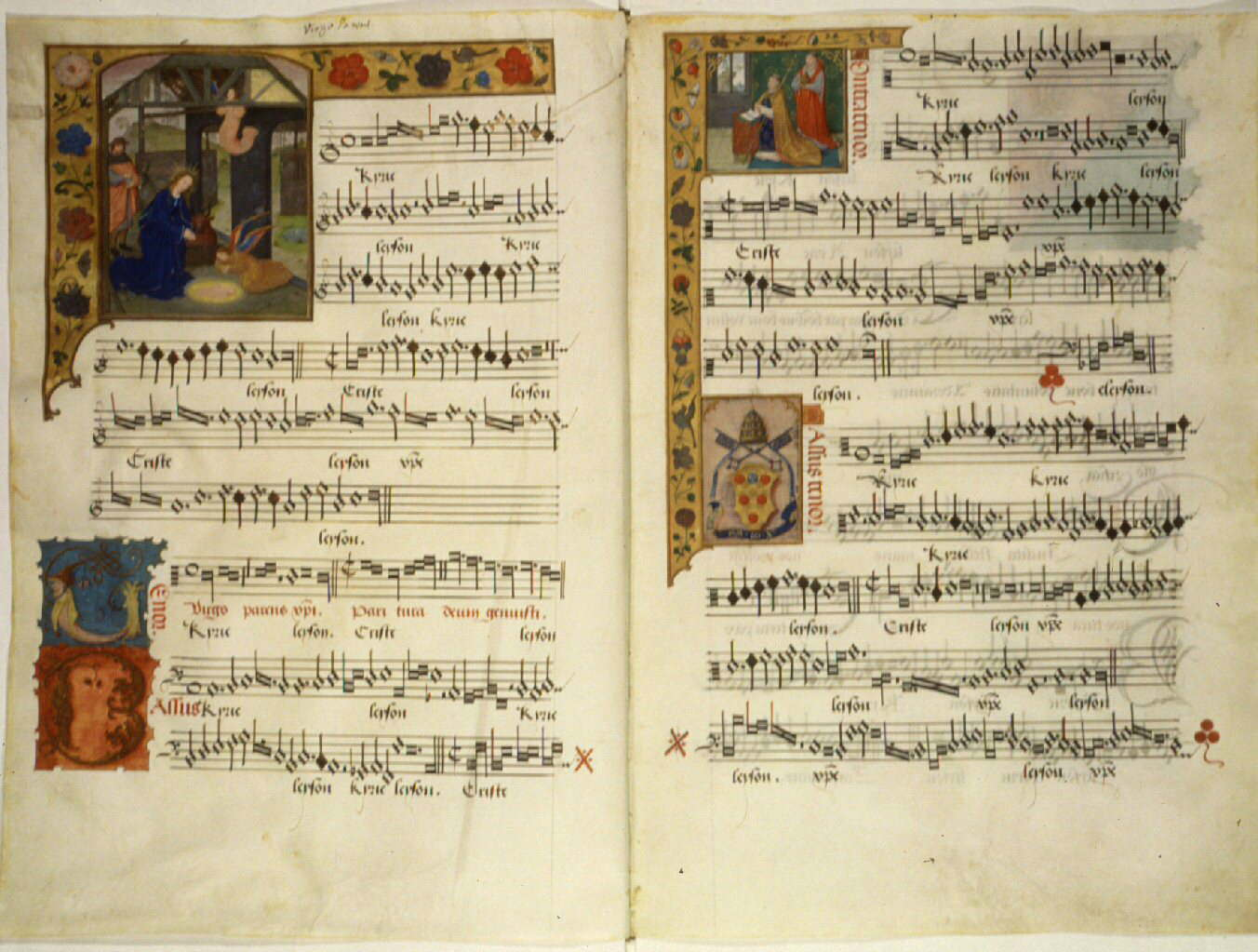
Manuscrit enluminé de la Missa Virgo parens Christi de Jacobus Barbireau, composée à la fin du XV et copiée au début du XVI ; fait partie d'un don au pape Léon X.

- (la) Missa Virgo Parens Christi, à cinq voix.

Sources :
Vienne, Bibliothèque nationale autrichienne, Ms. 1783 (n° 1), f. 1v-17r (Jacobus Barbyrianus) ;
Rome, Bibliothèque apostolique vaticane, Ms. Chigi CVIII 234 (no 20), f. 143v-153r (anonyme, sans Agnus Dei III) ;
- (la) Missa Faulx Perverse, à quatre voix.

Sources :
Vienne, Bibliothèque nationale autrichienne, Ms. 11883 (n° 13) f. 174v-185 (Barberiaw) ;
Vienne, Bibliothèque nationale autrichienne, Ms. 1783 (n° 2), f. 17v-33r (Barbiraw) ;
- (la) Kyrie Paschale, à quatre voix.

Sources :
Vienne, Bibliothèque nationale autrichienne, Ms. 1883 (n° 13), f. 167v-170r (Barbirianus) ;
Vienne, Bibliothèque nationale autrichienne, Ms. 15497 (1), f. 1v-5r (Barbireau) ;
Iéna, Bibliothèque de l’Université, livre de chœur 22 (n° 86), f. 113v-116r (Barbiraw)

#### Motet
- (la) Osculeum me, à quatre voix.

Source : Bruxelles, Bibliothèque royale de Belgique, Ms. 9126 (n° 20), f. 174v-177r, (Jac. B.)

#### Chansons profanes
- (nl) Scoen lief, à trois voix.

Source : Rome, Bibliothèque Casanatense, Ms. 2856 (n° 27), f. 2856 (n° 27), f. 30v-31r (Ja. barbirau) ;
- (fr) Gracioulx et biaulx, à trois voix.

Source : Rome, Bibliothèque Casanatense, Ms. f. 2856 (n° 29), f. 32v-34r (B.).
- (nl) Een vroylic wesen (Qu'en dictes vous, Se une fois.), à trois (quatre) voix.

Sources :
Copenhague 1848-2° (Jacquies d'Anvers),
Ségovie (n ° 94) f. 166r (Jacobus B.) ;
RISM 15389 (dans la copie de Iéna, attribué à JB) ;
Saint-Gall 462 (alto ajouté ; Obrecht) ;
Saint-Gall 463 (alto ajouté ; Obrecht) ;
RISM 15389 (attribué à Obrecht dans la copie de Berlin) ;
Greifswald 640-41 (uniquement S, B ; Isaac) ;
Ulm, Archives de la cathédrale, Schermarsche Sammlung Ms., 237 a,b,c,d (anonyme) ;
Tournai, Bibliothèque municipale, chansonnier de Tournai (no 20) f. 26v.27r (anonyme).